# 库尔班古力·别尔德穆哈梅多夫

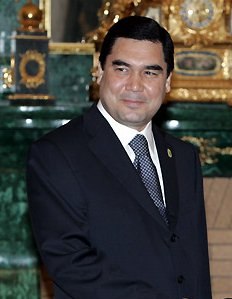
2007年的库尔班古力·别尔德穆哈梅多夫

库尔班古力·米亚利克古雷耶维奇·别尔德穆哈梅多夫（發音：[ɢʊɾbɑnʁʊˈlɯ mælɪk'ɢʊlɯjɛβɪtʃ bɛɾdɯmʊxɑmɛˈdoβ]；1957年6月29日—），土库曼斯坦政治人物，被尊为土库曼斯坦“民族领袖”（Milli Lider），现任土库曼斯坦人民委员会主席，前任总统，曾任土库曼斯坦卫生与医学工业部长、内阁副主席。

## 生平

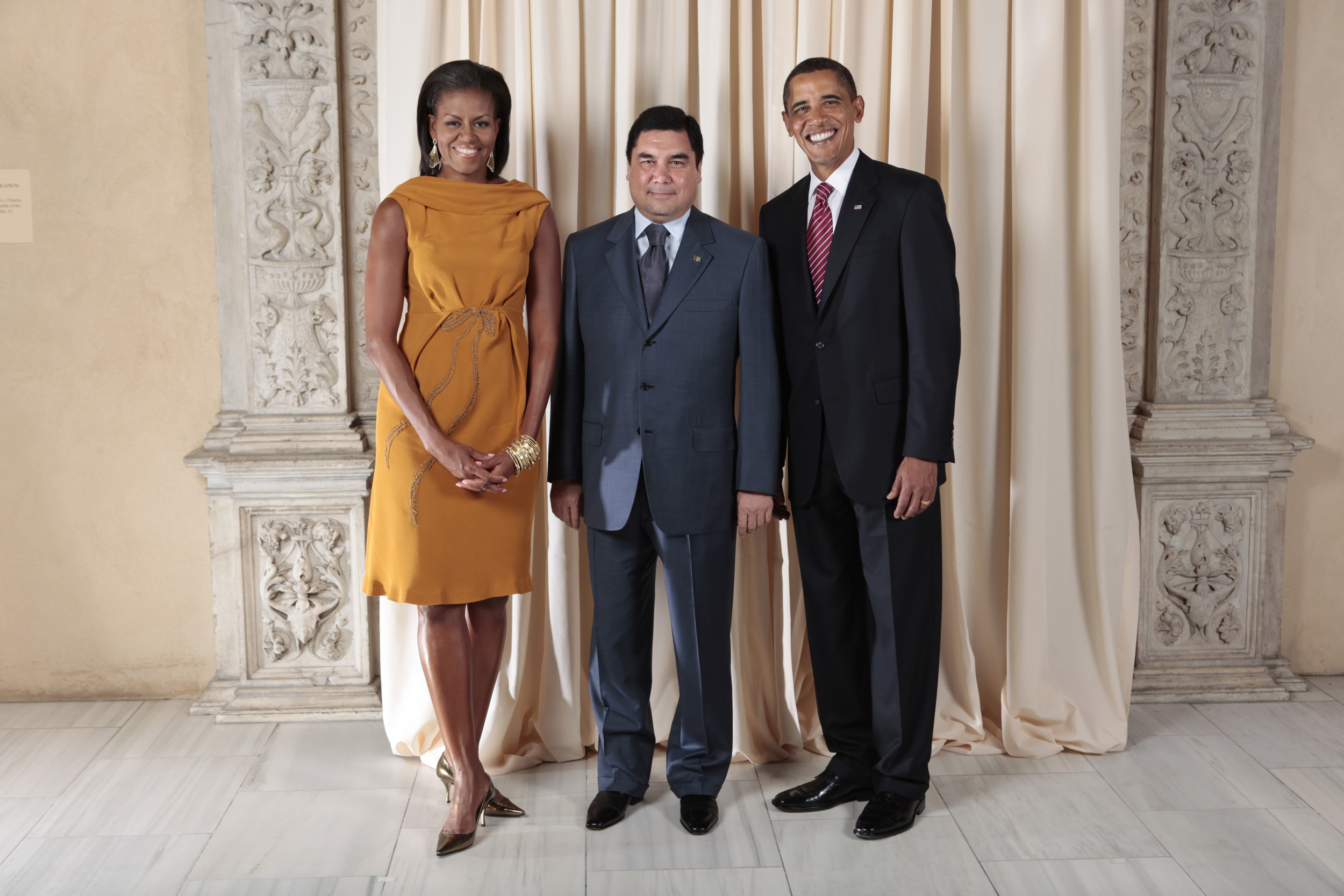
2009年9月23日別爾德穆哈梅多夫在大都会艺术博物馆与美国总统贝拉克·奥巴马和美国第一夫人米歇尔·奥巴马会面

別爾德穆哈梅多夫是牙醫出身，過去長期為國家醫療系統服務。1979年至1997年，別爾德穆哈梅多夫在土庫曼衛生和醫療工業部工作。1997年12月出任衛生和醫藥工業部長，2001年4月任副總統兼衛生和醫藥工業部長。2006年12月21日，奥韦兹格尔德·阿塔耶夫接替因病突逝的土库曼斯坦总统萨帕尔穆拉特·尼亚佐夫出任代理总统，但之後他在未剥夺豁免权的情况下遭到逮捕。随后，别尔德穆哈梅多夫在土库曼斯坦国家安全委员会紧急会议上当选代总统。2007年2月14日在土庫曼總統選舉中以89.23%的得票率當選總統。2012年2月和2017年2月分别連任土庫曼斯坦總統。
2022年，别尔德穆哈梅多夫表示自己不会再担任总统，担任副总理的长子谢尔达尔·别尔德穆哈梅多夫则成为2022年土库曼斯坦总统选举的候选人，随后，在2022年3月12日提前进行的总统选举中，谢尔达尔·别尔德穆哈梅多夫获得72.97%的选票，成功接替父亲成为新任总统。3月19日，别尔德穆哈梅多夫正式卸任土库曼斯坦总统。

## 為政舉措
就職土庫曼斯坦总统后，别尔德穆哈梅多夫修正和改革了不少先總統尼亚佐夫时期的政策，其中包括在首都阿什哈巴德开设免费網咖、将國民义务教育由9年延长为10年、恢复被尼亞佐夫取消的体育和外文科目，并进行了教育、医疗和退休保障的全方位改革，甚至恢复了被尼亚佐夫解职的非土库曼族政府公务员职务，重新开啟被尼亚佐夫关闭的土库曼斯坦科学院。2008年，他解除了尼亚佐夫时期不少个人崇拜措施的执行者，国家安全委员会主席雷杰波夫的职务。
别尔德穆哈梅多夫在任期间，土库曼斯坦的網路審查进一步加强，2009年12月25日，土库曼政府以安全问题为由封锁了YouTube及LiveJournal。此外，Twitter等外国网站也在土库曼不能正常访问。

## 個人崇拜
尽管别尔德穆哈梅多夫废除了不少尼亚佐夫时期的个人崇拜现象，他下令仅在“特定场合”诵读土库曼的国家“神誓”（其中包含关于诅咒侮辱国家或国家总统本人的内容），之前“神誓”一天会被诵读多次。规定不再以总统名字命名街道、城市、机构等；撤销尼亚佐夫设计的月份名和星期名（尼亚佐夫曾以本人或母亲的姓名命名月份）。但别尔德穆哈梅多夫於國內自封「阿爾卡达格」尊號，意指「护国主」。2015年5月，土库曼斯坦总统别尔德穆哈梅多夫的金色雕像在阿什哈巴德落成，总统雕像名叫“庇护者纪念碑”。纪念碑高21米，底座为白色大理石，土库曼斯坦总统身穿民族服装，头戴民族皮帽，骑在一匹汗血马上，右臂抬起挥手致意，手前有一和平鸽。总统、汗血马与和平鸽均使用的是铜材料，包覆有24K金箔。

## 评價
2016年，非政府组织「无国界记者」把别尔德穆哈梅多夫列入“新闻自由掠夺者”名单。
2020年，因面对COVID-19疫情的奇葩言论获得搞笑諾貝爾獎医学教育奖的评选并最终获奖。